# Gary Marlowe

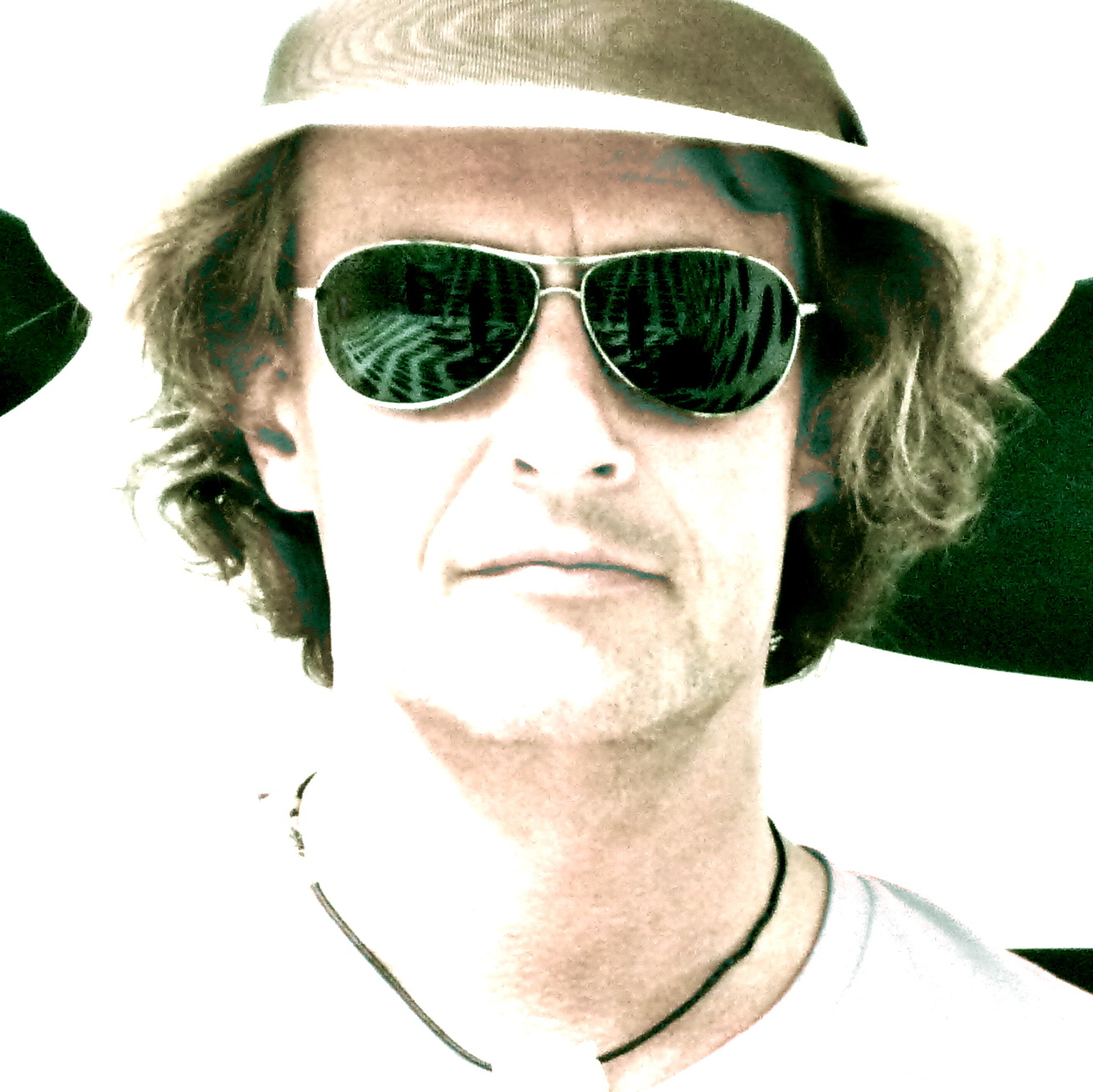
Gary Marlowe (2011)

Gary Marlowe (* 7. März 1967 in Berlin) ist ein deutscher Musiker, Komponist und Produzent.

## Leben
Gary Marlowe begann im Alter von vier Jahren mit dem Klavierspiel. In den 1980er-Jahren wurde er professioneller Studiomusiker für Keyboards und arbeitete bald auch als Musikproduzent. Er studierte Komposition für Film bei Luis Bacalov und Nicola Piovani in der Accademia Musicale Chigiana in Siena, Italien. Er arbeitet in Bayern und Berlin sowie in Italien und Los Angeles.

## Musiker, Komponist und Produzent
Gary Marlowe ist Multiinstrumentalist und spielt unter anderem Klavier, Keyboards, Synthesizer, Orgel, Gitarre, Schlagzeug, Bass, Buzuq, Saz, Oud, Flöten und Perkussion. Außerdem ist er Sänger. Er arbeitet hauptsächlich für Film, Fernsehen und Werbung.
Marlowe war an vielen Tonträgerveröffentlichungen beteiligt und hatte mehrere Platzierungen in den Top Ten der Charts, darunter einen Nummer-eins-Hit. Er arbeitete mit Künstlern wie Ten Years After, Rage, Jam & Spoon und Komikern wie Diether Krebs, Dieter Hallervorden und Frank Zander zusammen. Weitere Kooperationen bestanden mit dem Orchestra Sinfonica di Trieste, der Cellistin Tiziana Gasparoni, Cecil Remmler, Laura Bee, Alessandro de Crescenzo und anderen. Gemeinsam mit den Nine Inch Nails und Moby arbeitete Gary Marlowe 2012 an der Musik zu einer Web-Serie der UNESCO. Er besitzt ein eigenes Tonstudio in Schleching, Bayern.
Als Studiomusiker arbeitete er unter anderem für Sofi de la Torre und WIZO.
Im Jahr 2018 wurde ihm der Titel Steinway Artist verliehen.
Marlowe hält Vorlesungen als Dozent an diversen Hochschulen, wie für die SAE School of Audio Engineering. Er ist ein Berlinale Talent Alumnus, Mitglied der World Soundtrack Academy und der European Film Academy.

## Installationen
Gary Marlowe entwickelte das Konzept der „aural frames“ als Ambient-Musik-Installation für Innen- und Außenräume, oft in Zusammenarbeit mit Malern, Bildhauern oder Videokünstlern. Es wurde unter anderem auf der Biennale di Venezia für eine Ausstellung von Richard Nonas und in der venezianischen Kulturagentur scatolabianca als Einzelausstellung unter dem Titel „requiem | repeat“ in Zusammenarbeit mit Gianni Moretti umgesetzt.

## Werk und Filmografie
- 1984: The Bear (Animationsprojekt)
- 1985: Gefahr für die Liebe – Aids (A.I.D.S. Trop jeune pour mourir, Titellied)
- 1987–1989: Teenage Mutant Ninja Turtles (Fernsehserie, Co-Produzent Titellied)
- 1989: Die Didi-Show (Fernsehserie, ZDF)
- 1989: Vera und Babs (Fernsehserie: Livemusik, Schauspieler)
- 1995: Für mich soll’s rote Rosen regnen (Musikberatung)
- 1998: Fool Moon
- 1999: Framed
- 2001: Birth:day
- 2004: Lautlos
- 2004: Styx
- 2006: Celebration of Flight
- 2006: Kunstfehler
- 2007: Schuld und Unschuld
- 2008: Das Echo der Schuld
- 2009: A Place Called Los Pereyra
- 2009: Heisse Spur, Verfilmung des US-Bestsellers Cry No More
- 2009: the forest of st. elena, aural frames Installation, Ausstellung von Richard Nona, Biennale Venedig
- 2010: Einzelausstellung „requiem | repeat“, aural frames Installation in Venedig
- 2011: Stubbe – Von Fall zu Fall: Querschläger
- 2011: 1949
- 2012: UNESCO Web-Serie Inside the Stones, Musik von Nine Inch Nails, Gary Marlowe und Moby
- 2013: Jedes Jahr im Juni
- 2013: Houston, zusätzliche Musik
- 2013: Konzert mit dem Brussels Philharmonic Orchestra in Gent, Belgien
- 2013: Sogar die Nacht
- 2013: The Old, the Young and the Sea
- 2014: Mordsfreunde – Ein Taunuskrimi
- 2014: Altersglühen
- 2015: Winnetous Sohn
- 2015: Escape
- 2016: Schrotten!
- 2016: Strawberry Bubblegums
- 2016: Sex & Crime
- 2016: Treffen sich zwei
- 2017: Das System Milch (Regie: Andreas Pichler)
- 2017: Als Paul über das Meer kam – Tagebuch einer Begegnung (Regie: Jakob Preuss)
- 2018: Planeta 5000 (Regie: Carlos Val)
- 2018: Tatort: Für immer und dich (Regie: Julia von Heinz)
- 2018: Pete´s Last Dance (Regie: Benjamin Teske)
- 2020: Tatort: Der Welten Lohn
- 2021: Everything Will Change
- 2024: Wasserstoff – Revolution oder Illusion (Arte TV)

## Auszeichnungen
Gary Marlowe hatte zahlreiche Charterfolge sowie internationale Platin- und Goldene Schallplatten.
2018
- Nominierung in der Kategorie Best Film Music bei dem 6. Deutschen Dokumentarfilm-Musikpreis.
- Verleihung des Titels „Steinway Artist“ durch Steinway & Sons.

2017
- Das System Milch – Gewinner des 11. Internationalen Fünf Seen Filmfestivals.
- Als Paul über das Meer kam – Best Documentary Film bei dem 20. Internationalen Filmfestival Shanghai.
- Nominierung für die beste Filmmusik beim 38. Filmfestival Max Ophüls Preis.

2015
- Mordsfreunde – Ein Taunuskrimi – Finalist der Jerry Goldsmith Awards

2014
- The Old, the Young & the Sea – Finalist der Jerry Goldsmith Awards

2013
- Sogar die Nacht – Finalist der Jerry Goldsmith Awards

2012
- Inside the Stones, Musik von Nine Inch Nails, Gary Marlowe und Moby
  - Nominierung für die Hollywood Music In Media Awards
  - Finalist der Jerry Goldsmith Awards 2012
- Nominierung für die Hollywood Music In Media Awards als Best Score Commercial Advertisement
- Finalist der Jerry Goldsmith Awards: Best Music for Advertisement

2011
- 1949 – Nominierung Best Original Music, Berlin Shortcutz Awards

2010
- A Place Called Los Pereyra – Jerry Goldsmith Awards Finalist

2007
- Drei Nominierungen bei den Film & TV Music Awards in Los Angeles:
  - Kunstfehler – Best Use of a Song in a Television Program: Rise
  - Schuld und Unschuld – Best Score for a Dramatic TV Program
  - Schuld und Unschuld – Best Instrumental Performance by a Soloist in a Film Score

2006
- Kunstfehler – Nominierung für die Film & TV Music Awards Los Angeles

2005
- Gary Marlowe wird von der Berlinale für den Berlinale Talent Campus ausgewählt

2003
- Gewinner des Emma Contestabile Award